# Кладовища Севастополя
Севастополь — місто, на території якого проходили багато битв, тому і займає перше місце за кількістю цвинтарів на Кримському півострові. В місті нараховується 11 цивільних цвинтарів (п'ять діючих, не враховуючи сільських). Після радянсько-німецької війни на його мапі з'явились 19 цвинтарів і кілька братських могил.
| Назва                                                                               | Розташування                                     | Координати                                                                      | Короткі відомості | Зображення |
| ----------------------------------------------------------------------------------- | ------------------------------------------------ | ------------------------------------------------------------------------------- | --- | ---------- |
| Брастське («стотисячне») кладовище                                                  | Північна сторона, вулиця Богданова, 41           | 44°38′10″ пн. ш. 33°33′21″ сх. д. / 44.63611° пн. ш. 33.55583° сх. д.           | цвинтар учасників оборони Севастополя 1854–1855 років і захисників міста в радянсько-німецьку війну. |            |
| Братське кладовище 1941–1942, 1944 років                                            | вулиця Степаняна                                 |                                                                                 | утворене в 1944 році |            |
| Братське кладовище солдат і офіцерів 128-ї гвардійської гірсько-стрілецької дивізії | 5-й кілометр Балаклавського шосе                 |                                                                                 | утворене в 1944 році |            |
| Братське кладовище солдат і офіцерів Приморської армії                              | 5-й кілометр Балаклавського шосе                 |                                                                                 | утворене в 1944 році |            |
| Братське кладовище солдат і офіцерів 2-ї гвардійської армії                         | Фруктове                                         |                                                                                 | утворене в 1944 році |            |
| Братське кладовище радянсько-німецької війни                                        | 6-й кілометр Сімферопольського шосе              | 44°34′47.72″ пн. ш. 33°35′14.14″ сх. д. / 44.5799222° пн. ш. 33.5872611° сх. д. | діє з 1941 року по наш час |            |
| Братське кладовище 1941–1942, 1944 років                                            | Верхньосадове                                    |                                                                                 | |            |
| Єврейське братське кладовище захисників Севастополя в Кримській компанії            | Північна сторона, територія ВАТ «Північморзавод» |                                                                                 | За неперевіреними свідченнями на кладовищі поховано близько 500 чоловік. Кошти на його облаштування збирали всі єврейські общини Російської імперії. |            |
| Кладовище Комунарів                                                                 | вулиця 5-а Бастіонна.                            | 44°36′1″ пн. ш. 33°30′50″ сх. д. / 44.60028° пн. ш. 33.51389° сх. д.            | меморіальний, «парадний» цвинтар. Займає площу 0,5 га. |            |
| Єврейське кладовище                                                                 | вулиця Пожарова, 11                              | 44°36′3″ пн. ш. 33°30′11″ сх. д. / 44.60083° пн. ш. 33.50306° сх. д.            | Створено після Кримської війни, вперше нанесено на генеральний план Севастополя 1887 року. До Кримської війни єврейське (жидівське) кладовище було на висоті Цукрова Голівка в районі Пересипу. Зруйновано в першу оборону міста і при будівництві залізниці. На некрополі знаходиться частина вулиці Охотської. |            |
| Караїмське кладовище                                                                | вулиця Пожарова, 11                              | 44°36′6″ пн. ш. 33°30′8″ сх. д. / 44.60167° пн. ш. 33.50222° сх. д.             | Виникло в середині XIX століття, після Кримської війни. Перебування в місті з початку XIX століття значною за чисельністю караїмської громади зумовило появу національного некрополя. |            |
| Міське старе кладовище                                                              | вулиця Пожарова, 9                               | 44°36′4″ пн. ш. 33°30′24″ сх. д. / 44.60111° пн. ш. 33.50667° сх. д.            | Поховання охоплюють період з другої чверті XIX століття і до кінця 1960-х років. |            |
| Кладовище Кальфа                                                                    | 8-й кілометр Балаклавського шосе                 | 44°32′22″ пн. ш. 33°31′1″ сх. д. / 44.53944° пн. ш. 33.51694° сх. д.            | Міське кладовище, що діє з 1969–1970 років і понині. Розділене широкою дорогою на мис Фіолент на праву і ліву частини. |            |
| Міське нове кладовище                                                               | Мекензієві гори                                  |                                                                                 | |            |

Турецькі, Англійське, Французьке, Італійське (гора Гасфорта), а також магометанські цвинтарі не збереглися. На місці колишніх Англійського і Французького цвинтарів встановлені меморіальні позначки. Не збереглись кладовища в Ушаковій балці і в Доковому яру, в районі колишнього Херсонеського монастиря та інші.
Майже всі німецькі цвинтарі періоду другої оборони Севастополя поступово були знищені після відвоювання міста. В районі села Гончарного створений меморіальний цвинтар військовослужбовців Вермахту, що полягли в боях під Севастополем.